# 中国远洋海运集团

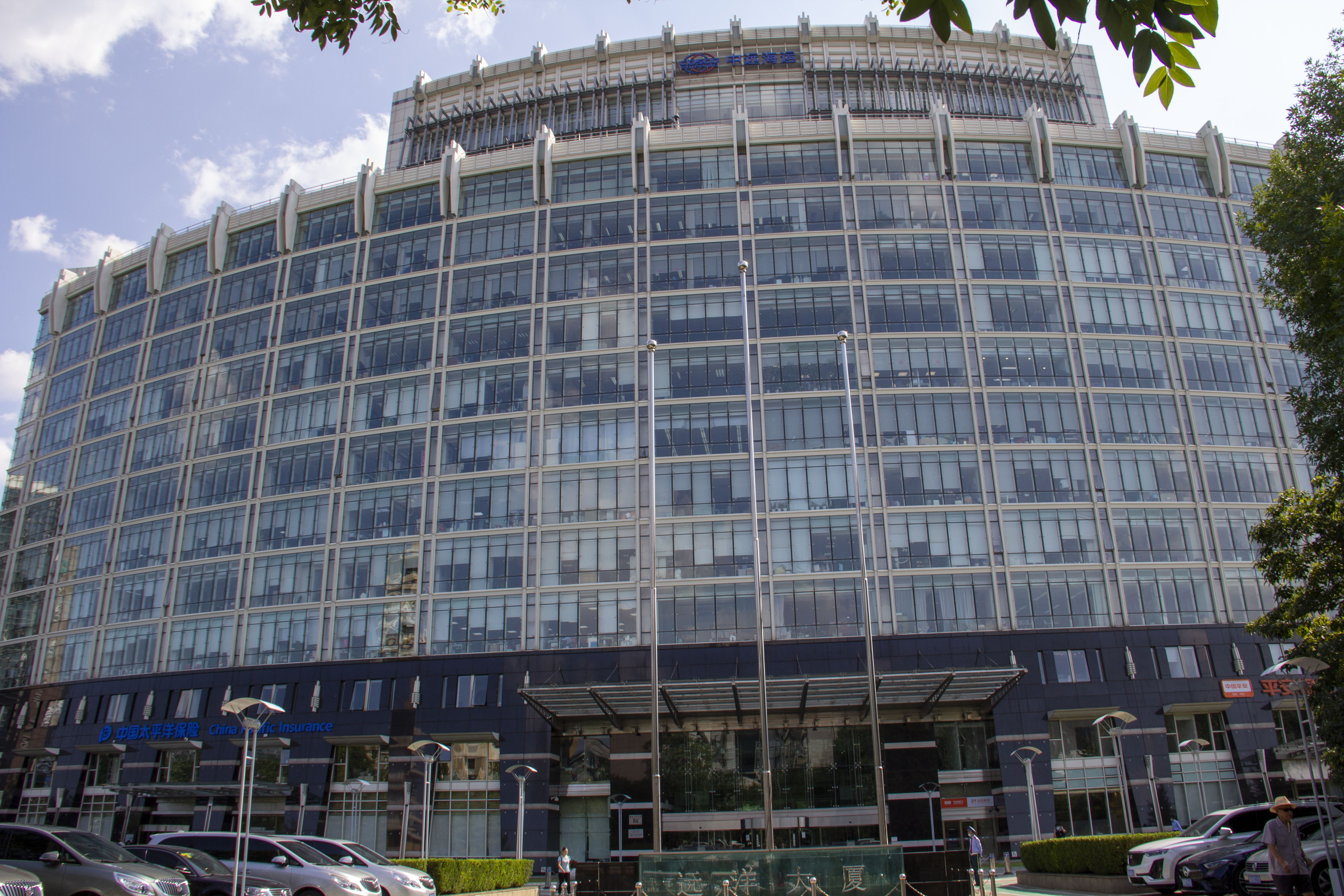
北京市西城区复兴门内大街158号远洋大厦

中国远洋海运集团有限公司（英語：China COSCO Shipping Corporation Limited），簡稱中国远洋海运集团、中国远洋海运，屬於央企，由中国国务院国有资产监督管理委员会代表国务院履行出资人职责。
中国远洋海运主要業務为國內和全球經營航运、物流、航运金融、装备制造产业、航运服务产业、社会化产业和互联网與相关业务等。截至2023年12月31日，中国远洋海运集团经营船队综合运力1.16亿载重吨/1417艘，排名世界第一。其中，集装箱  船队规模305万TEU/504艘，居世界前列；干散货船队运力4632万载重吨/436艘，油、气船队运力2858万载重吨229  艘，杂货特种船队620万载重吨/180艘，均居世界第一。

## 历史
2016年1月4日，國務院批准，由中国远洋运输（集团）公司，以及中國海運集團總公司組成一家控股公司，直至在2月18日，於上海（該企業總部）掛牌成立。
2016年7月20日（美國紐約東岸時間），美國財富雜誌公布，該公司截至2016年度財富雜誌全球500大企業，排名為465位。
2016年9月28日，中国远洋海运集团有限公司在上海召开主题为“We are ready”的品牌形象发布会，正式对外公布集团新版徽标（Logo）、新的网站域名、中英文简称等企业视觉识别系统。
2016年10月，該公司正計劃把11處造船廠合併為一家實體。
2016年11月28日，「航運技術與安全國家重點實驗室」举行奠基儀式，在上海長興海洋裝備產業園區正式啟動(31°21′06.61″N 121°45′36.54″E / 31.3518361°N 121.7601500°E)。主要建設二池一洞：深水拖曳水池、航海安全水池、大型空泡水洞。其中，造波系統的造波能力在同類水池中居世界首位，能進行除北極航道以外，世界主要航區任何極端海況下的船舶實際姿態和性能研究。
2019年9月25日，美国财政部发布公告，以违反美国对伊朗制裁令为由，将包括中远海运（大连）有限公司、大连中远海运油运船员船舶管理有限公司、中和石油有限公司、昆仑航运有限公司、昆仑控股有限公司和飞马88有限公司在内的5名中国公民和6家中国实体列入美国出口管制实体清单。

## 外部連結
- COSCOCS.com